# Harvest Moon: Back to Nature
 (novembre 2018).
Si vous disposez d'ouvrages ou d'articles de référence ou si vous connaissez des sites web de qualité traitant du thème abordé ici, merci de compléter l'article en donnant les références utiles à sa vérifiabilité et en les liant à la section « Notes et références ».
Harvest Moon: Back to Nature (牧場物語～ハーベストムーン～, Bokujō Monogatari Harvest Moon) est un jeu vidéo de type simulation de vie / RPG sorti en 1999 sur PlayStation, PlayStation Portable en 2005 et sur PlayStation Network en 2008.

## Trame
Dans son enfance, le personnage principal, nommé Pete par défaut, passait l'été à la ferme de son grand-père. Ce dernier, trop occupé à s'occuper de la ferme, avait peu de temps à lui consacrer. Le jeune garçon explorait donc seul la ville et la campagne environnante. Il se lia d'amitié avec le chiot de son grand-père et fit la rencontre d'une fillette de son âge avec qui il se rapprocha. À la fin de l'été, il dut rentrer chez lui, mais il promit à la fillette qu'il reviendrait un jour.
Dix ans plus tard, après le décès de son grand-père, Pete, désormais adulte, revient dans la ville pour reprendre la ferme. Lorsqu'il le rencontre, le maire, ainsi que les autres habitants, décident qu'il pourra rester en tant que propriétaire légitime à condition qu'il parvienne à restaurer la ferme à son état d'origine en l'espace de trois ans. Dans le cas contraire, il devra partir. S'il réussit la tâche qui lui est confiée et qu'il a épouse l'une des jeunes femmes du village, il est autorisé à rester, et son épouse lui révèle alors qu'elle est en réalité la fillette qu'il a connue dans son enfance.
L'histoire de la version féminine commence sur un navire. Le personnage féminin, nommé Claire par défaut, se lie d'amitié avec un autre passager, mais un drame survient : le bateau fait naufrage. Elle en est l'unique survivante et s'échoue sur la plage du village, où un garçon la trouve. Les habitants la réaniment et, après avoir appris ce qui lui était arrivé, lui offrent une ferme abandonnée pour qu'elle puisse recommencer sa vie. L'histoire se termine si elle épouse un jeune homme du village, qui s'avère être le même garçon qui l'a secourue.

## Système de jeu
Back to Nature est le cinquième épisode de la série. Il apporte avec lui, plusieurs nouveautés comparativement aux versions qui l'ont précédé :
- De nombreuses nouvelles cultures sont disponibles;
- 80 recettes en tout peuvent être cuisinées;
- Les saisons sont accompagnées de nombreux nouveaux festivals;
- Possibilité de garder les poissons pêchés dans un étang sur la ferme;
- Et évidemment, plusieurs autres aspects.